# Facel Vega Excellence
Der Facel Vega Excellence war eine luxuriöse Oberklasse-Limousine des französischen Automobilherstellers Facel S.A. Das Modell wurde von 1958 bis 1964 produziert. Zuerst wurde es in Paris bei der Mondial de l’Automobile im Oktober 1956 vorgestellt, um Bewertungen durch die Fachpresse zu erzielen.

## Geschichte
Die Produktion begann 1958 und lief bis zum Ende des Unternehmens im Jahr 1964. Das Auto wurde auf dem verlängerten Chassis des Facel Vega FV aufgebaut und blieb Facels einziges viertüriges Modell. Insgesamt wurden 156 Fahrzeuge hergestellt. Die geringe Anzahl gefertigter Excellence hatte ihren Grund im exorbitanten Kaufpreis des Wagens. Für Neufahrzeuge lag dieser etwa beim Vierfachen des Neupreises einer Citroën-DS-Limousine. Dieser schon hohe Preis stieg noch weiter, wenn man Sonderausstattung mitbestellte, die im Laufe der Produktionszeit des Wagens nach und nach erhältlich war. Dies waren zum Beispiel Servolenkung, Bremskraftverstärker, elektrische Fensterheber, Drahtspeichenräder oder Klimaanlage.

## Konstruktion
Der Excellence hatte Designelemente zeitgenössischer, US-amerikanischer Autos, wie Heckflossen, Panoramawindschutzscheibe und fehlende B-Säulen („Hardtop“). Die Grundform mit ihren über den Blinkleuchten angeordneten Scheinwerfern und dem schnittigen, niedrigen Erscheinungsbild war eindeutig europäisch. Die niedrige Gürtellinie und das im Vergleich dazu hohe Dach waren typische Konstruktionselemente der späten 1950er-Jahre, die auch in den 1960er-Jahren modern blieben. Der Facel Vega Excellence bot vier Türen. Die hinten angeschlagenen hinteren Türen zusammen mit den fehlenden B-Säulen ermöglichten den Fondpassagieren leichten Zugang. Dieses Layout fand sich auch bei Lancia und beim nur in wenigen Exemplaren gefertigten  Cadillac Eldorado Brougham, der Ende 1956 vorgestellt wurde, sowie beim Lincoln Continental der Baujahre 1961–1969.
Der Innenraum war großzügig, mit lederbezogen Sitzen, einem Armaturenbrett aus Walnussholzimitat mit reichhaltiger Instrumentierung, und einem Make-up-Set im hinteren Teil der Mittelarmlehne. Letzteres bestand aus einem Kamm und einer Bürste mit verchromten Handgriffen und zwei – allerdings leeren – Parfümflaschen. Dennoch war der Innenraum bei Weitem nicht so geräumig, wie man es von einem Auto mit einem Radstand von mehr als drei Metern erwarten würde.
Der Excellence war ein Hochleistungsfahrzeug und zählte zu den besten GTs Europas. Einige US-amerikanische Hochleistungswagen, vor allen Dingen der Chrysler 300, konnten den Excellence zwar in der Motorleistung überflügeln, waren aber nicht so gut konstruiert und in der Qualität gefertigt, sie boten auch nicht das Flair eines Facel Vega. Obwohl der Excellence den großen US-amerikanischen Limousinen im Radstand nicht nachstand, war er doch wesentlich kürzer, schmäler und vor allen Dingen niedriger als sie. Seine Abmessungen waren vergleichsweise kompakt und die Straßenlage war besser als bei vergleichbaren amerikanischen Fahrzeugen.
In einem Artikel in der Novemberausgabe 1985 der Zeitschrift Collectible Automobile schrieb der bekannte Automobilhistoriker Richard Langworth, dass seiner Meinung nach „(…) der Excellence ein großes Fahrzeug sei, (…) das besser als Staatskarosse als für den täglichen Gebrauch geeignet sei.“ Wie er entgegen den einhellig positiven Bewertungen der Fahreigenschaften des Excellence durch die zeitgenössischen Fachpresse und auch durch seine Besitzer zu diesem Schluss kam, war seitdem stets ein Streitpunkt.
Wie andere Facel Vega-Modelle wurden die ersten Excellence auch von den damals erhältlichen Chrysler-V8-Motoren angetrieben, den bekannten Hemi-Motoren, die Chrysler bis 1957 herstellte. Facel setzte diese Motoren bis Ende 1958 ein, als die letzten Bestände verbraucht waren. Seither waren die V8-Facel Vegas mit den Chrysler-RB-Wedge-Big-Block-Motoren ausgestattet.
Alle Facel Vega mit Chrysler-Motoren bekamen entweder das Viergang-Handschaltgetriebe von Pont-à-Mousson oder das von Chrysler zugelieferte, dreistufige Automatikgetriebe TorqueFlite. Das US-amerikanische Automatikgetriebe war bei Facel Vega als Sonderausstattung verfügbar und im Gegenzug bot man in den USA das französische Viergang-Handschaltgetriebe in bestimmten Chrysler-Hochleistungsmodellen als Sonderausstattung an.

## Modelle

### EX
Der auf der Mondial de l’Automobile 1956 ausgestellte Excellence EX hatte einen V8-Motor mit 5424 cm³ Hubraum. Die erste Produktionsserie erhielt einen 4,8-Liter-Motor mit 250 PS (184 kW) und erreichte eine Höchstgeschwindigkeit von 190 km/h, die zweite einen 4,9-Liter-Motor mit 260 PS (191 kW) und war mit dreistufigem TorqueFlite-Automatikgetriebe von Chrysler oder mit Viergang-Schaltgetriebe lieferbar. Zur Serienausstattung gehörten Ledersitze, rundum getönte Scheiben und elektrische Fensterheber. Als Sonderausstattung gab es ein Autotelefon, das mit Hilfe der französischen Post- und Telefongesellschaft PTT installiert wurde. Ab Mai 1958 erhielt das Modell eine Version des Hemi-Motors mit 6423 cm³ Hubraum und einer Leistung von 367 PS (270 kW), die u. a. auch im HK 500 und in den von Chrysler gefertigten Imperial verwendet wurde. Zeitgenössische Fahrversuche zeigten, dass sowohl die Automatik- als auch die Schaltgetriebeversionen die gleiche Leistung auf die Straße brachten. Die Wagen hatten Trommelbremsen an allen vier Rädern, vorne mit einem Durchmesser von 286 mm, hinten mit 280 mm Durchmesser. Der Kraftstofftank fasste 140 l. Der wohl stärkste je gebaute Excellence war ein echtes 140-Meilen-(225 km/h)-Auto. Angeblich haben von den elf gebauten EX-Exemplaren sieben bis heute überlebt.

### EX1
Bereits Ende 1957 hatte Chrysler den Bau der Hemi-Motoren eingestellt, und so wurden nach der Erschöpfung der Lagerbestände die Facel Vega mit dem Chrysler-Wedge-V8-Motor mit 5916 cm³ Hubraum ausgestattet. Warum man sich nicht für den damaligen Spitzenmotor von Chrysler mit 6768 cm³ Hubraum entschied, bleibt ein Rätsel. Häufig wird das französische, hubraumbasierte Kraftfahrzeugsteuersystem als Grund angeführt.
Wie auch immer, der 5,9-Liter-Excellence war alles andere als schwächlich. Er besaß die gleiche Nennleistung wie sein mit dem Hemi-Motor ausgestatteter Vorgänger. Ab Ende 1959 standen auf Wunsch Scheibenbremsen vorne für den Excellence zur Verfügung.
Der 1958–1961 gebaute Excellence EX1 war mit 137 Exemplaren die am häufigsten gebaute Version.

### EX2

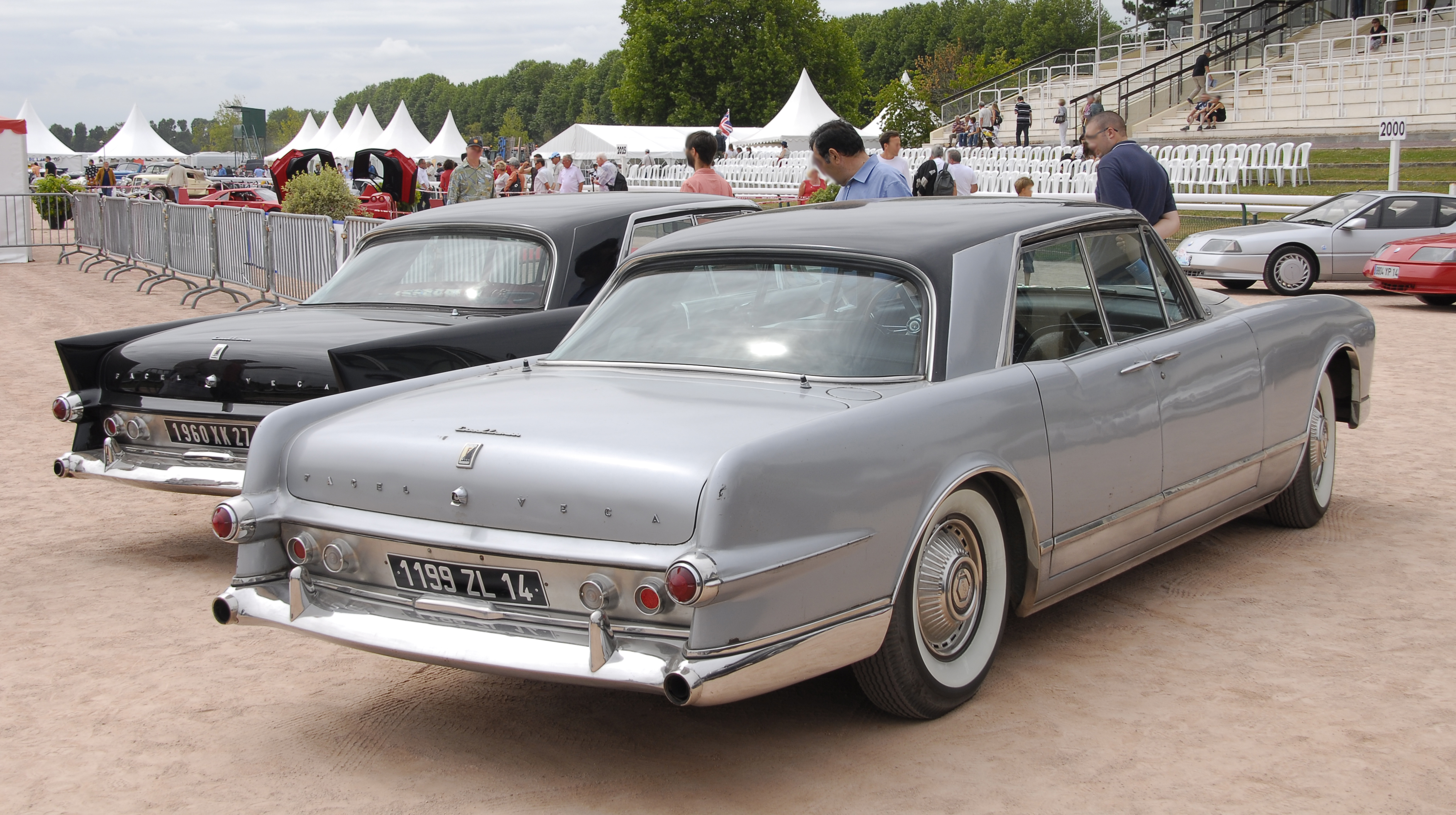
Facel Vega Excellence EX1 und EX2 (Heckansichten)

Sein einziges Facelift erhielt der Excellence im Juli 1961. Der Radstand war um 10 mm gewachsen, die Außenlänge um 45 mm. Auch der Motor war größer geworden. Er hatte nun 6276 cm³ Hubraum und leistete 394 PS (290 kW). Diese Leistungsangabe ließ aufhorchen, zumal bei einer Limousine. In zeitgenössischen Fahrversuchen konnten allerdings keine spürbare Verbesserung der Fahrleistungen festgestellt werden. Die erste Serie des Excellence mit Hemi-Motor war und blieb die schnellste, je gebaute Version.
Der EX2 hatte keine Panoramawindschutzscheibe mehr und auch die Heckflossen wurden stark beschnitten, was ihm einen wesentlich weniger extravaganten Auftritt verschaffte. Dennoch war das Aussehen des neuen Modells keineswegs deutlich moderner, sondern verlor eher etwas von seiner früheren Eleganz. Eine vollkommen neue Konstruktion wäre aber viel zu teuer gewesen, insbesondere bei der geringen Auflage. Der EX2 erreichte eine Endgeschwindigkeit von 200 bis 210 km/h. Er war mit den gleichen Scheibenbremsen ausgestattet wie der HK1. Von der Version EX2 entstanden in drei Jahren nur acht Exemplare, dann wurde die Modellreihe ohne Nachfolger eingestellt.
In Frankreich lag der Grundpreis für den im Oktober 1961 erstmals auf der Mondial de’l Automobile gezeigten EX2 mit Automatikgetriebe bei NF 72.500,--, ein Preis, für den man zwölf Renault Dauphine kaufen konnte.

## Im Film
Ein Facel Vega Excellence erschien 1959 im Film Französische Betten mit Deborah Kerr und Maurice Chevalier.
Weitere Excellence tauchen kurzzeitig im Film Lieben Sie Brahms? von 1961, in der Comedy-Serie Le temps des copains und im Film 40 Millionen suchen einen Mann von 1963, sowie in den Filmen Slaughter von 1972 und Der eiskalte Wolf von 1990 auf.
Es handelte sich in jedem dieser Fälle um die Version EX2.